# 类三脉梅花草
类三脉梅花草（学名：Parnassia pusilla），为卫矛科梅花草属下的一个植物种。